# Ittihad Riadhi Baladiat El Kerma
 (février 2021).
Maillots
Actualités
Dernière mise à jour : 15 décembre 2024.
L'Ittihad Riadhi Baladiat El Kerma (en arabe : الإتحاد الرياضي لبلدية الكرمة), plus couramment abrégé en IRB El Kerma ou simplement IRBEK, est un club algérien de football fondé en 20 septembre 1946, et basé dans la commune d'El Kerma, dans la banlieue sud d'Oran.

## Histoire
En 2019, le club est sacré vice champion de la Division Nationale Amateur (D3) saison 2019-20. Il retrouve ainsi en Ligue 2 Amateur (D2) saison 2020/21, palier dans lequel il n'a jamais évolué par le passé.

## Structures du club

### Infrastructures

#### Stade Mohamed Khassani
L'IRBEK joue ses matchs au Stade Mohamed Khassani, d'une capacité de 5 000 places.

### Anciens joueurs
- Bouazza badreddine
- Gorsma yahia
- Chaida Touati Kadda
- Maamar Belkheir
- Maamar Djilali Amir
- Guellil Boucherit
- Ouboudi Allel
- Zerga Kadour
- Besbaci Tazi
- Berrahmoune Mustapha
- Lastel Tayeb
- Chaida Touati Boumediene
- Kredda Noureddine
- Mekalech Khaled
- Benyamina AEK
- Hassani Mustapha
- Hassani AEK
- Heddam Miloud
- Lahmar Djelloul
- Alem Abdelhafid
- Guerab Kaddour
- Benyamina Noureddine
- Lastel Med
- Saad Kadour
- Saad Djamel
- Benyamina Med
- Benyamina Bouadjmi
- Benyamina Moussa
- Mekalech Abdelkrim
- Adda Ali